# My Anniversary SONG〜HEISEI SOUND ARCHIVE〜
『My Anniversary SONG〜HEISEI SOUND ARCHIVE〜』（マイアニバーサリーソング〜ヘイセイサウンドアーカイブ〜）は、BS朝日で放送されていた音楽番組。

## 概要
BS朝日とJ-WAVEが「平成」をテーマにコラボレーションし、平成の30年間を「音楽」という側面から振り返る。
当番組の収録はトーク、演奏ともにレコーディングスタジオにて行っている。
隔週で新作を放送。2020年3月27日（3月13日初回放送分）をもって放送終了。

## 出演者

### レギュラー
- 髙嶋政宏
- K(レギュラーミュージシャンとして)
- RiRiKA(ナレーション)
大忘年会スペシャル（2019年12月13日）では顔出しで歌唱にも参加[2][3]。

### ミュージシャン
※主に2回以上出演しているメンバーを記述。
- 清水俊也（ピアノ、アレンジャー）[3][4]
- 豊田稔（パーカッション）[5]
- 渡辺裕太（ギター）[5]
- 菊池真義（ギター）[4]
- 荒畑亮平（ピアノ）[6]
- 末延麻裕子（ヴァイオリン）[7][8][9]
- HARUNA（コーラス）[3][4][10][11]
- 田中雪子（コーラス）[10][11][5]

## ゲスト
※（ ）内はBS朝日での初回放送日。

### 2018年
- 大黒摩季（10月5日）
- トレンディエンジェル（10月12日）
- ピストン西沢（11月2日）
- 三浦祐太朗（11月9日）
- 中川翔子（11月16日）[7]
- 水谷千重子（12月7日）[8]
- 清水ミチコ（12月14日）

### 2019年
- 森崎ウィン（1月11日）[9]
- 山本耕史（1月18日）[6]
- 高橋みなみ（2月8日）[6]
- 島袋寛子（2月15日）
- 大原櫻子（3月8日）
- ORIGINAL LOVE（3月15日）
- 武田真治（4月5日）
- 林部智史（4月12日）
- ダチョウ倶楽部（5月10日）
- 井上苑子（5月17日）
- ふぉ〜ゆ〜（6月7日）
- はなわ（6月14日）
- 押尾コータロー（7月5日）
- MAX（7月12日）[10]
- 小池徹平（8月9日）
- チャラン・ポ・ランタン（8月16日）
- クミコ（9月6日）[11]
- 草刈民代（9月13日）
- 鈴木愛理（10月11日）[5]
- 清塚信也（10月18日）
- 島谷ひとみ（11月8日）
- Char（11月15日）
- 相川七瀬（12月6日）

## スタッフ
- 監修：波多野健
- 構成：長谷川優
- TD：岡田和美（SW兼務の回あり）
- カメラ：佐藤勝彦、丸山敬紀
- SE：上村克志
- VE：磯沼亮太、原由樹、松田亘平
- 音声：高橋敬
- 照明：根反潤
- PA：本田一智
- 美術：今石純一
- 生花：三宅さとこ
- 編集：山口香織、内田国俊、小池隆介
- タイトルCG：榛葉大介（ODDJOB）
- MA：伊藤一馬、片桐麻莉子
- 音響効果：中田圭三
- 広報：田中久美香、平野大輔
- アーカイブ監修：濱田髙志
- メイク：大平真輝
- 協力：クリーク・アンド・リバー社
- 企画協力：J-WAVE（ - 2019年9月13日）
- ディレクター / 演出：松本絵理、相場優衣子、高田雄太【週替わり、回によって異なる】
- プロデューサー：有賀史英、岩崎浩、宇賀神裕子、正木友美子
- 制作協力：EAST
- 制作：BS朝日

## 関連番組
2019年4月5日から9月27日まで、本番組の関連ラジオ番組として、『MY ANNIVERSARY SONG』（マイアニバーサリーソング）がJ-WAVEで放送された。
2019年3月までは『GROOVE LINE』のコーナー「HEISEI SOUND ARCHIVE」として放送されていた。